# Carlota Patti
Carlotta Patti (Florència, 30 d'octubre de 1835 - París, 27 de juny de 1889) fou una cantant italiana de la corda de soprano.
Fou filla de la cantant d'òpera Caterina Barili i del cantant i empresari Salvatore Patti. Cantà per primera vegada en públic en els concerts que donà el 1861 l'Acadèmia de Música de Nova York, i posteriorment es presentà en el teatre de l'Òpera de la mateixa capital amb els mateixos papers en que tant d'èxit aconseguí la seva germana Adelina. Després fou aplaudida a Londres, París i Viena, distingint-se principalment com a cantatriu de concert, ja que un lleuger defecte en la manera de caminar, resultat d'un accident que patí en la infància, li feia mirar amb repugnància el presentar-se en els escenaris. El 1879 va contraure matrimoni amb el violoncel·lista Ernest de Munck.